# Frankfurt Galaxy

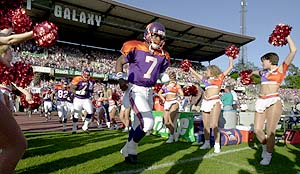
Frankfurt Galaxy

De Frankfurt Galaxy (of simpelweg de Galaxy) is een voormalig professioneel American footballteam uit Frankfurt, Duitsland. De Galaxy speelde in de NFL Europa, een spin-off van de NFL, dat in de lente plaatsvindt in Europa.
Het team werd opgericht in 1991 en is het oudste professionele American footballteam uit de NFL Europa. De Galaxy behoorde tot de 10 teams die speelden in de voormalige World League of American Football (WLAF), een semi-professionele competitie met teams uit de Verenigde Staten, Canada en Europa. Het team speelde de allereerste wedstrijd van deze competitie tegen de London Monarchs, waar ze van verloren. De Galaxy speelde de thuiswedstrijden in de Commerzbank-Arena, het stadion waar ook de voetbalclub Eintracht Frankfurt zijn thuiswedstrijden speelt.
Frankfurt Galaxy heeft acht keer in de finale van de World Bowl gestaan. Vier keer werd er gewonnen (1995, 1999, 2003 en 2006) en vier keer werd er verloren (1996, 1998, 2004 en 2007). De Frankfurt Universe is de opvolger van de Frankfurt Galaxy.

## Resultaten per seizoen
W = Winst, V = Verlies, G = Gelijk, R = Competitieresultaat
| Seizoen                         | W              | V              | G              | R                    | Playoff resultaat       |
| ------------------------------- | -------------- | -------------- | -------------- | -------------------- | ----------------------- |
| Frankfurt Galaxy (WLAF)         |                |                |                |                      |                         |
| 1991                            | 7              | 3              | 0              | 3e plaats            | --                      |
| 1992                            | 3              | 7              | 0              | 2e plaats            | --                      |
| 1993                            | Niet meegedaan | Niet meegedaan | Niet meegedaan | Niet meegedaan       | Niet meegedaan          |
| 1994                            | Niet meegedaan | Niet meegedaan | Niet meegedaan | Niet meegedaan       | Niet meegedaan          |
| Frankfurt Galaxy (World League) |                |                |                |                      |                         |
| 1995                            | 6              | 4              | 0              | 2e plaats            | World Bowl III gewonnen |
| 1996                            | 6              | 4              | 0              | 2e plaats            | World Bowl IV verloren  |
| Frankfurt Galaxy (NFL Europe)   |                |                |                |                      |                         |
| 1997                            | 4              | 6              | 0              | 6e plaats            | --                      |
| 1998                            | 7              | 3              | 0              | 2e plaats            | World Bowl VI verloren  |
| 1999                            | 6              | 4              | 0              | 2e plaats            | World Bowl VII gewonnen |
| 2000                            | 4              | 6              | 0              | 5e plaats            | --                      |
| 2001                            | 3              | 7              | 0              | 6e plaats            | --                      |
| 2002                            | 6              | 4              | 0              | 3e plaats            | --                      |
| 2003                            | 6              | 4              | 0              | 1e plaats            | World Bowl XI gewonnen  |
| 2004                            | 7              | 3              | 0              | 2e plaats            | World Bowl XII verloren |
| 2005                            | 3              | 7              | 0              | 5e plaats            | --                      |
| 2006                            | 7              | 3              | 0              | 2e plaats            | World Bowl XIV gewonnen |
| Frankfurt Galaxy (NFL Europa)   |                |                |                |                      |                         |
| 2007                            | 7              | 3              | 0              | 2e plaats            | World Bowl XV verloren  |
| Totaal                          | 85             | 72             | 0              | (inclusief playoffs) | (inclusief playoffs)    |